# Momai járás

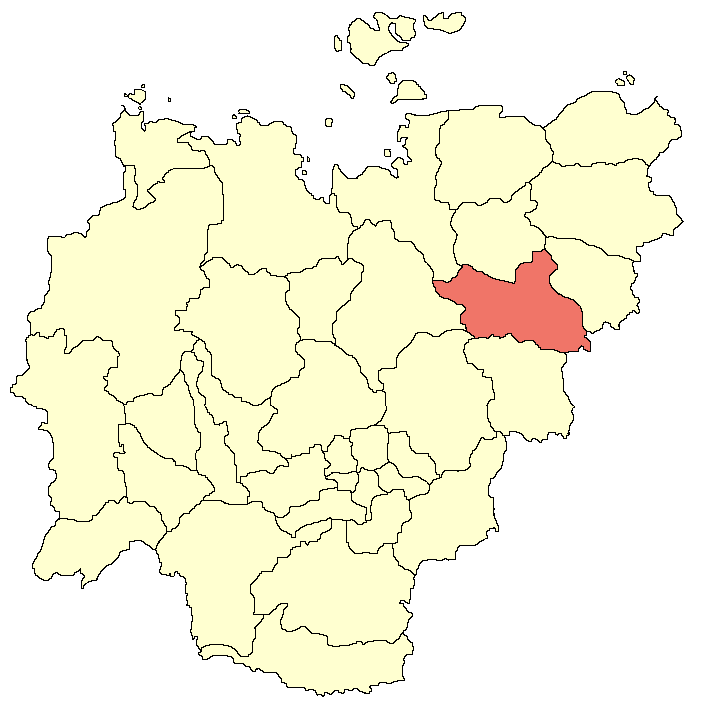
A Momai járás Jakutföldön

A Momai járás (oroszul Момский район, jakut nyelven Муома улууһа) Oroszország egyik járása Jakutföldön. Székhelye Honuu.

## Népesség
- 1989-ben 5505 lakosa volt.
- 2002-ben 4699 lakosa volt, melyből 3290 jakut (70,01%), 781 even (16,62%), 429 orosz (9,13%), 42 evenk (0,89%), 38 ukrán (0,81%), 16 jukagir (0,38%), a többi más nemzetiségű.
- 2010-ben 4452 lakosa volt, melyből 3015 jakut, 944 even, 306 orosz, 45 evenk, 24 ukrán, 18 ingus, 14 burját, 13 jukagir stb.